# Doctrina de la medianía
La Doctrina de la medianía (en chino, 中庸; pinyin, zhōng yōng) es un libro confuciano que desarrolla el concepto de la medianía (o término medio) atribuido Zisi (o Kong Ji), único nieto de Confucio. El término procede de un verso de las Analectas, que dice:

El Maestro [Confucio] dijo: la virtud encarnada en la Doctrina de la medianía es de primer orden. Pero siempre ha sido poco común entre las personas.
Doctrina de la medianía, 6:26

Sin embargo, las Analectas no llegan a ampliar el significado de este término. La Doctrina de la medianía pertenece al Canon Confuciano tardío del movimiento neoconfuciano compilado por Zhu Xi, y ahonda detalladamente en el significado del término, así como la manera de aplicarlo a la propia vida. 
El libro muestra puntos en común con el concepto clásico griego de Aristóteles llamado la dorada medianía.

## Interpretación
La Doctrina de la medianía es un texto rico en simbolismo y la orientación al perfeccionamiento de uno mismo. La medianía es también descrito como «pivote que no se tambalea» o «Chung Yung». Chung significa que no está doblado ni una forma ni otra y Yung significa invariable. En la traducción inglesa de James Legge, el objetivo de la medianía es mantener el equilibrio y la armonía para dirigir la mente hacia un estado de equilibrio constante. Quien sigue la medianía está en un camino del deber y no debe abandonarlo. Una persona superior es cautelosa, un maestro amable que no muestra desprecio a sus inferiores, que siempre hacen lo que les es natural de acuerdo a su situación en el mundo. Incluso los hombres y mujeres comunes pueden llevar la medianía a sus prácticas, siempre que no excedan de su orden natural.
Según la Enciclopedia Británica, la Doctrina de la medianía puede representar la moderación, rectitud, objetividad, sinceridad, honestidad y decoro. El principio rector de la medianía es que uno nunca debe actuar en exceso. La Doctrina de la medianía se divide en tres partes:
1. El eje - Metafísica confuciana
2. El proceso - Política
3. El mundo perfecto / Sinceridad - Ética[1]

La primera tesis de Tsze Sze (1951: pp. 99) describe su conexión:

Lo que el cielo ha dispuesto y sellado se llama la naturaleza innata. La realización de esta naturaleza se llama el proceso. La aclaración de este proceso [de la comprensión o la toma de inteligible de este proceso] se llama la educación.
Traducción de Pound (1951).

La doctrina del medio escrito por Zisi no se ajusten a las tradiciones de los neoconfucianos, sino más bien a la tradición de la filosofía taoísta que creía en el equilibrio de la naturaleza (Yin Yang) a través de la moderación en todas las cosas. Esta filosofía era mucho más abierta que cualquier cosa permitida en la sociedad neo-confuciana.

## Influencia social
En la China anterior al siglo XX la Doctrina de la medianía estaba integrada en el sistema educativo de todo el estado. Además, uno de los prerrequisitos para opositar en el gobierno imperial era el estudio y la comprensión de los cuatro clásicos, incluyendo la Doctrina de la medianía. El estado imperial pretendía reforzar los tres lazos de la sociedad: paterno-filial, matrimonial y la relación de poder entre gobernante y gobernado. Se enfatizaba así un hogar tranquilo y un Estado ordenado.
Recientemente, en China, los neoconfucianos han retomado los cuatro libros Clásicos, por sus cimientos en el sistema educativo. El uso de la Doctrina de la medianía se ha convertido en una fuente útil para los neoconfucianos debido a las similitudes en la terminología y las expresiones que utilizan ellos y las del texto. Esto se ve reforzado por el apoyo de los antiguos sabios y notables que prefieren los sistemas educativos relacionados íntimamente al pensamiento tradicional confucianista.